# Kanton Castelnau-de-Montmiral
Kanton Castelnau-de-Montmiral (francouzsky Canton de Castelnau-de-Montmiral) je francouzský kanton v departementu Tarn v regionu Midi-Pyrénées. Tvoří ho 12 obcí.

## Obce kantonu
- Alos
- Andillac
- Cahuzac-sur-Vère
- Campagnac
- Castelnau-de-Montmiral
- Larroque
- Le Verdier
- Montels
- Puycelci
- Saint-Beauzile
- Sainte-Cécile-du-Cayrou
- Vieux